# 東京医学校
東京医学校（とうきょういがっこう）「旧第一大学区医学校」は、明治時代初期、東京府に設立された官立の医学教育機関（医学校）で、当時のいわゆる「専門学校」（高等教育機関を意味し、専門学校令準拠の旧制専門学校とは異なる）の一つ。

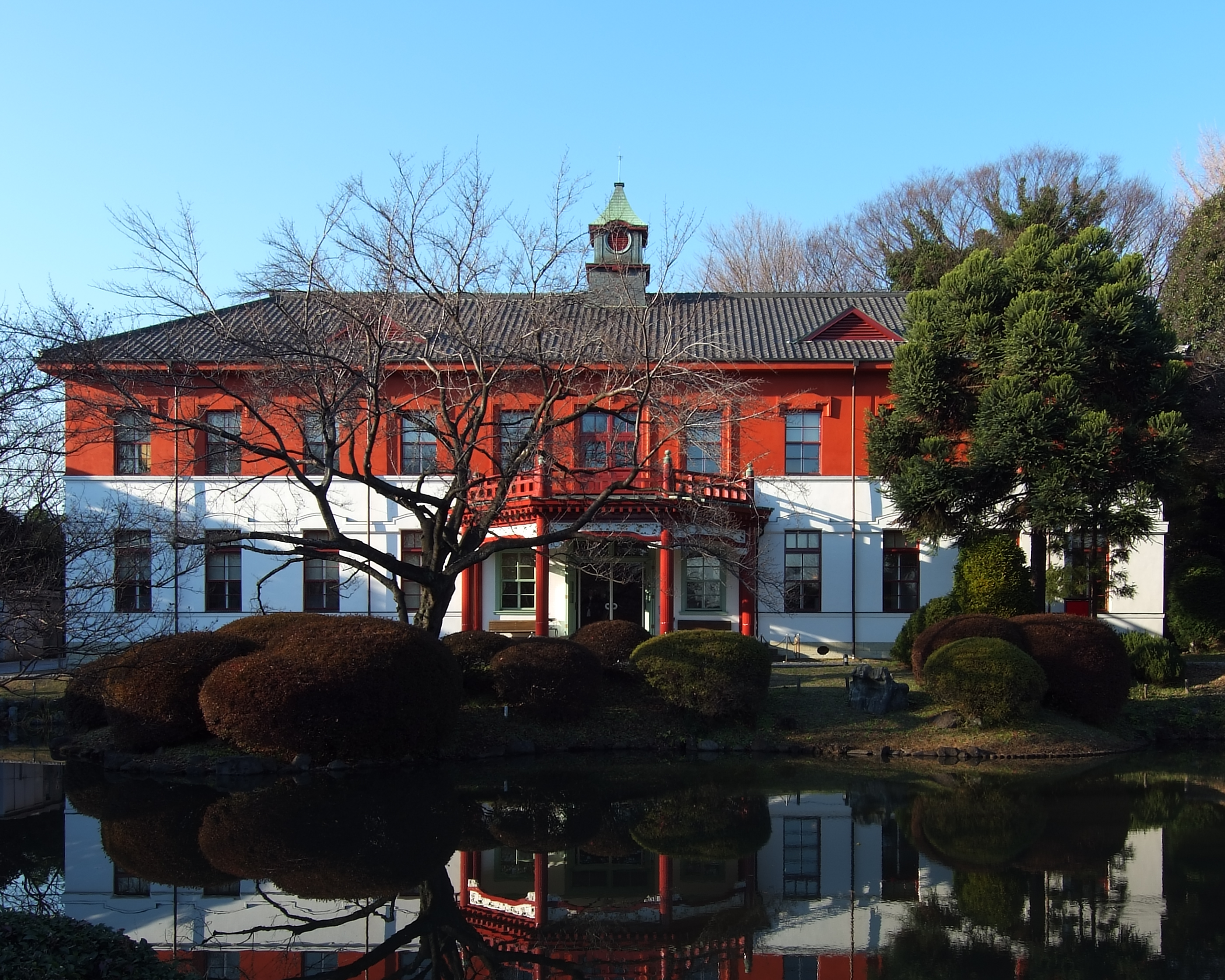
小石川植物園内に移築されたかつての東京医学校本館（現・総合研究博物館小石川分館）

## 概要
1868年5月（慶応4年4月）、明治政府が旧江戸幕府の医学所を接収したものを、「医学校」と改称し設立された。その後大学東校に改編され、1874年（明治7年）に東京医学校と改称された。
東京開成学校とともに1877年に発足した「（旧）東京大学」設立の母体となった。現在の東京大学大学院医学系研究科・医学部の前身である。

## 沿革

### 「医学校」時代
文久1年1月（1861年11月）に設立された幕府直轄の西洋医学校「医学所」は、慶応4年4月（1868年5月）、明治新政府に接収されて6月26日（新暦8月14日）には「医学校」と改称され、翌明治2年（1869年）1月にはイギリス公使館付医師のW・ウィリスを教師として授業を開始した。この医学校は翌2月には官立の「大病院」と統合されて「医学校兼病院」となるが、同年7月18日（新暦8月15日）の大学校設立に際し、開成学校（旧幕府の開成所の後身）とともにその管轄下に入り、大学校「分局」とされた。

### 「大学東校」時代
明治2年12月17日（1870年1月18日）、大学校の「大学」改称にともない医学校は「大学東校」と改称されたが、翌3年7月12日（1870年8月8日）、内紛により大学本校が閉鎖され「大学」自体が有名無実化すると大学東校は独立、同年閏10月に学校規則が制定され予科・本科の組織が確立された。翌明治4年7月18日（1871年9月2日）、大学の正式廃止と文部省発足にともない、7月21日（新暦9月5日）に「東校」と改称された。この時期は「医学校」設立当初のイギリス医学中心の教育からドイツ医学へと移り変わる時期に当たり（後出）、同年9月25日（新暦11月7日）、政府は東校をいったん閉鎖して規則を改正した上で翌10月に再開、こののちドイツの医科大学をモデルとした組織改革が進んだ。

### 「東京医学校」時代
明治5年（1872年）の学制頒布により、8月3日（新暦9月5日）、東校は「第一大学区医学校」となり、ついで1874年（明治7年）5月、東京医学校と改称された。この東京医学校は予科2年、本科5年からなり、主としてドイツ語を通じて西洋医学教育が行われたが、同年、日本語による薬剤師の簡易速成課程として修業年限2年の「製薬学（通学生）教場」、翌1875年（明治8年）には医師速成課程として修業年限3年の「医学通学生教場」が新設され、ともに日本語による授業が行われた。慶應義塾出身の印東玄得らが教授として着任した。
東京医学校には付属病院があり、1875年（明治8年）12月に19歳でまだ無名の植木枝盛が熱病で入院して一命をとりとめ、翌年1月に退院した。
1876年（明治9年）に初めて25名の卒業生を出し、翌1877年（明治10年）4月、東京医学校は東京開成学校（大学南校の後身）と統合され東京大学（（旧）東京大学）の設立に至る。しかし設立当初の東京大学は旧開成学校および医学校の連合体としての性格が強く、しばらくの間、医学校の後身たる医学部では独自の「綜理」（大学総長に相当し池田謙斎が就任）を持つなど、高度な独立性を維持していた。

### ドイツ医学への転換
明治初年、薩長を中心とする新政府は、蘭方医学からの転換という課題に際し、従来のイギリスとの親密な関係からイギリス医学の導入の方向に傾き、戊辰戦争中の医療活動に大きく貢献したイギリス公使館付き医官ウィリスとの間で1ヵ年医学校および「大病院」で医学教育・医療活動を行う契約を結んだ。当時のイギリス医学は臨床重視で、病院に基礎を置く医学であった。
このままで行くとウィリスはやがて設立されるべき東京大学医学部で中心的な役割を果たし、イギリス医学が日本の医学の主流になるはずであった。しかし新政府の医学取調掛に任命された相良知安・岩佐純は大学に基礎を置き研究活動を重視するドイツ医学の採用を主張、佐藤尚中ら医学校（大学東校）・大病院の他の幹部もポンペ・ボードウィンなどドイツ医学の影響下にあった長崎派の蘭方医学の流れの中に育ったためイギリス医学に格別の親近感を持っておらず、さらに大学南校教師フルベッキも「現在の医学の主流はドイツ医学である」と助言した。これに対し在野の福沢諭吉・慶應義塾医学所はイギリス医学採用論を唱えていたが、大学東校では彼らの反対論を押し切りドイツ医学の採用が決定された。これにともない1871年（明治4年）夏にはドイツ人軍医のミュラー・ホフマンが大学東校の教師として来日した。
大学東校を免職となったウィリスは鹿児島藩に受け入れられ、1869年（明治2年）の12月に開設された西洋医学所（翌年「鹿児島医学校」と改称）に赴任、ここで高木兼寛らに医学と英語を教授し、経験科学的なイギリス医学の流れを伝えた。

## 校地の変遷と継承
当初の校地は旧医学所から継承した下谷御徒町に所在していた（湯島にある大学（本校）から東に位置しており、これが「東校」の名の由来となった）が、のち病院の所在地であった神田和泉町（現在の秋葉原駅北東）に移転した。さらにより広い校地（および病院用地）を求めて上野（現在の上野恩賜公園）に土地を取得、1873年（明治6年）より移転のための基礎工事を開始したが、同地の文部省移管が取り消されたため頓挫（東校の御雇い外国人教師ボードウィンの反対論が影響したとされる）、この代替地として本郷本富士町の加賀藩上屋敷跡が提供され、1876年東京医学校は現在の東京大学龍岡門付近に移転、これが現東大本郷キャンパスの端緒となった。
本郷移転時（1876年、明治9年）に新築された擬洋風建築の東京医学校本館（現在の東大病院外来棟付近に位置）は、1923年（大正12年）の関東大震災により（旧）東京大学以来の本郷校地の建造物がほとんど全半壊するなかで大きな被害を免れ、その後、小石川植物園に移築されて東京大学総合研究博物館の「小石川分館」として使用、東大の中では最古の建築物として現存している（東京大学の建造物#小石川植物園の建造物参照）。なお、神田和泉町のかつての校地は現在三井記念病院敷地となっている。

## 関連文献
大学校も参照のこと。
単行書
- 梶田昭 『医学の歴史』 講談社学術文庫、2003年 ISBN 4061596144
- 寺崎昌男 『東京大学の歴史：大学制度の先駆け』 講談社学術文庫、2007年 ISBN 9784061597990
- 天野郁夫 『大学の誕生（上）：帝国大学の時代』 中公新書、2009年 ISBN 9784121020048

事典項目
- 小林哲也 「高等教育〈学制期〉」「東京医学校」 『日本近代教育史事典』 平凡社、1971年